# Vorasbjergene
Vorasbjergene (græsk: Όρος Βόρας; også Boras), også kendt som Nidže (makedonsk:  Ниџе ? , tyrkisk: Nice Dağı)  er en bjergkæde beliggende på grænsen mellem Grækenland og Nordmakedonien. Den adskiller den regionale enhed Pella på den græske side i syd fra regionen  Mariovo på den nordmakedoniske side i nord. Den højeste top i området er Kaimakchalan der er 2.524 moh. Tilstødende toppe er Starkov grob (1.876 moh.) og Dobro Pole  der er 1.700 moh.
Bjergkæden har et skisportssted og varme kilder ved Loutra Loutrakiou (Pozar) på den græske side.
Bjerget kan nås fra byen Bitola og nærliggende landsbyer på den nordmakedoniske side.